# Dallmann Seamount
Dallmann Seamount är ett djuphavsberg i Antarktis. Det ligger i havet utanför Västantarktis. Inget land gör anspråk på området.